# Captura de Cádis
A Captura de Cádis em 1596 foi um evento ocorrido durante a Guerra Anglo-Espanhola, quando tropas inglesas e a holandesas sob o comando de Robert Devereux, 2º Conde de Essex, além uma grande frota anglo-holandesa sob o comando de Charles Howard, 1.º Conde de Nottingham, com o apoio da República das Sete Províncias Unidas dos Países Baixos, invadiram a cidade sspanhola de Cádis.
Devido à falta de visão e organização do comandante espanhol, as forças anglo-holandesas encontraram pouca resistência. Para negar o prêmio aos invasores, os espanhóis incendiaram a frota do tesouro ancorada na Baía de Cádis. As forças atacantes desembarcaram, capturaram, saquearam e queimaram a cidade e tomaram como reféns vários cidadãos proeminentes da cidade, que foram levados de volta à Inglaterra para aguardar o pagamento do resgate.
As perdas econômicas causadas durante o saque foram numerosas: a cidade foi queimada, assim como a frota, naquela que foi uma das principais vitórias inglesas no decorrer da guerra. Apesar do fracasso em seu objetivo principal de apreender a [[prata] da frota do tesouro espanhola, o ataque contribuiu para a declaração de falência da Espanha no ano seguinte.

## Antecedentes
Em 13 de junho de 1596, a frota inglesa partiu de Plymouth. Ela era composta por 150 navios ingleses e holandeses, 17 dos quais pertenciam à Marinha Real, divididos em quatro esquadrões com 6.360 soldados, 1.000 voluntários ingleses e 6.772 marinheiros.
Charles Howard, 1.º Conde de Nottingham era o almirante comandante da frota, enquanto as forças de desembarque estavam sob o comando de Robert Devereux, 2º Conde de Essex, Lord Thomas Howard, Sir Walter Raleigh e Sir Francis Vere cada um comandando suas respectivas unidades. Sir Anthony Ashley foi o Escrivão do Conselho Privado que representava a rainha Isabel I. Cristóvão e Manuel de Portugal, filhos de Antônio de Portugal, e provavelmente Antonio Pérez, também estavam a bordo, embora sem comando. A essas forças se juntaram outros 20 navios das Províncias Unidas, com 2.000 homens a bordo, sob o comando do Almirante Jacob van Duivenvoorde, Senhor de Warmond, que foram colocados sob ordens inglesas.
A cidade de Cádis, com aproximadamente 6.000 habitantes, era um dos principais portos espanhóis e ponto de partida da frota de tesouros espanhola para a Nova Espanha.

## Captura

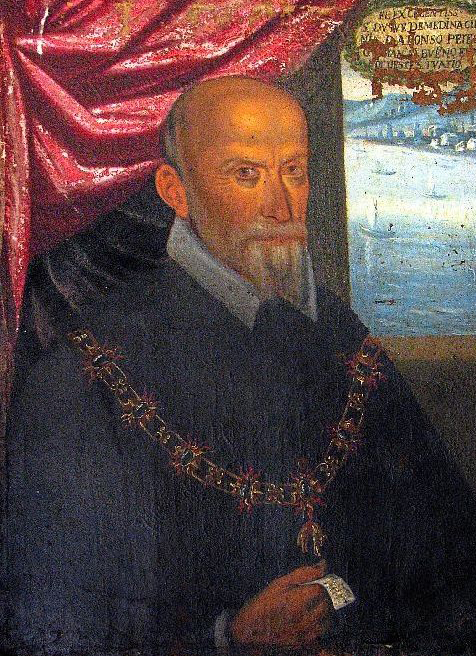
Alonso Pérez de Guzmán, 7º Duque de Medina Sidônia

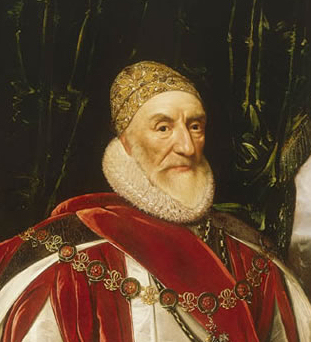
Charles Howard, 1º Conde de Nottingham

No sábado, 29 de junho, chegaram a Cádis notícias vindas de Lagos, no Algarve, avisando da presença de uma frota inglesa. Naquele momento encontravam-se na Baía de Cádis cerca de 40 navios espanhóis, entre galés e galeões, bem como outras 16 embarcações do comboio espanhol, que estavam desarmadas e prontos para partir para as Índias Ocidentais. Essas embarcações desarmadas fugiram imediatamente para Puerto Real em busca de refúgio.
Juan Portocarrero e Alonso de Bazán levantaram âncora diante das galés espanholas, com a intenção de impedir a passagem da frota anglo-holandesa para o interior da baía.
No domingo, 30 de junho, às 2 horas da manhã, a frota anglo-holandesa pôde ser avistada desde Cádis, mas não conseguiu entrar na baía devido ao mau tempo. Às 5 horas da manhã, ambos os lados iniciaram uma intensa barragem de artilharia. Depois de duas horas, a frota espanhola, em maior número que a inglesa, teve que recuar para o interior da baía. Na briga, os galeões espanhóis San Andrés e San Mateo foram capturados, enquanto os galeões San Felipe e Santo Tomás afundaram, incendiados por seus capitães diante de possíveis captura pelas forças anglo-holandesas. Eles entraram na baía às 8 horas da manhã.

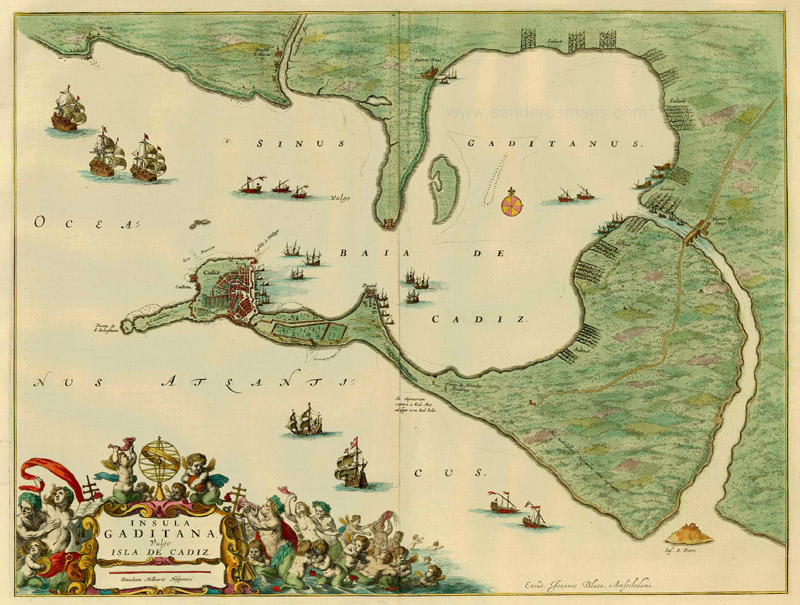
Mapa da Baía de Cádis, século XVII

Ao meio-dia, chegaram a Cádis reforços enviados pelo Duque de Medina Sidônia, Alonso Pérez de Guzmán, vindos de Vejer de la Frontera, Jerez de la Frontera, Arcos de la Frontera, Medina Sidônia, Puerto Real e Chiclana de la Frontera. Na maior parte, os soldados eram novos e mal armados. A esses reforços juntaram-se 5.000 homens enviados de Santa Catalina e San Felipe.
Às 14h00, não mais que 200 ingleses desembarcaram em El Puntal, colocando sob fogo as forças espanholas encarregadas da sua defesa. As forças foram enviadas para a batalha sem ninguém no comando. Antes das 17h, a força avançada inglesa assumiu o controle da cidade sem quase nenhuma resistência, enquanto outra parte do exército avançou em direção ao Ponto Zuazo em San Fernando, que era defendido por forças espanholas. Nas escaramuças em frente à cidade, cada lado perdeu aproximadamente 25 homens. O forte de San Felipe rendeu-se no dia seguinte.
O mau estado da artilharia, a escassez de munições, a má preparação das forças e a falta de organização das autoridades espanholas motivaram a escassa resistência contra as forças atacantes. As táticas defensivas tiveram que ser improvisadas pelo capitão Pedro de Guía, pelo prefeito de Cádis Antonio Girón e pelo duque de Medina Sidônia em Jerez de la Frontera. Como foi afirmado posteriormente: “...a desordem foi, segundo a vontade do Senhor, a causa da perda desta cidade, porque todos eram chefes de comando e nenhum tinha pés que os seguiriam, e foi assim que eles perderam, por não ter pés nem cabeça."

### Saque de Cádis

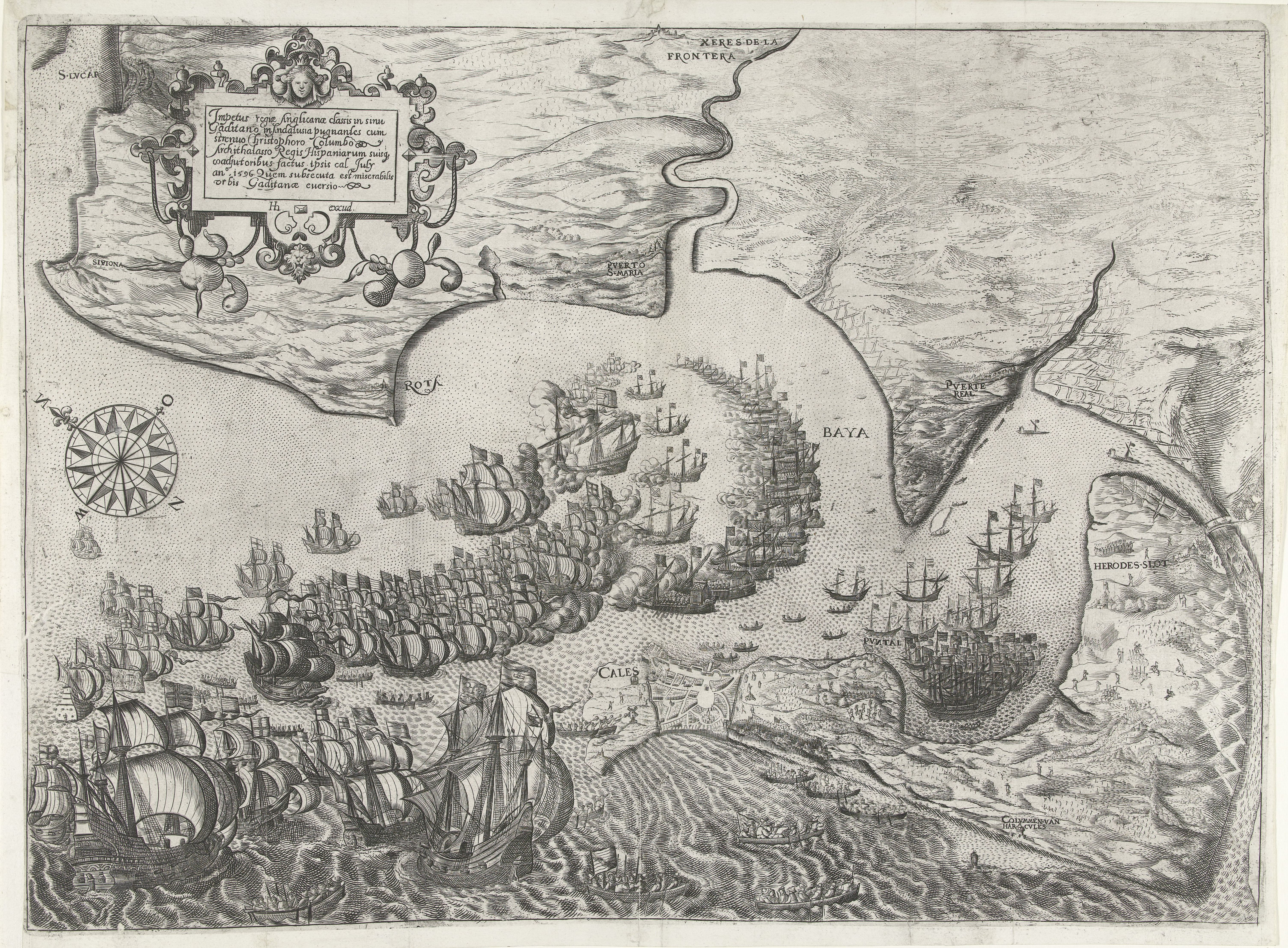
Início da batalha da Baía de Cádis.

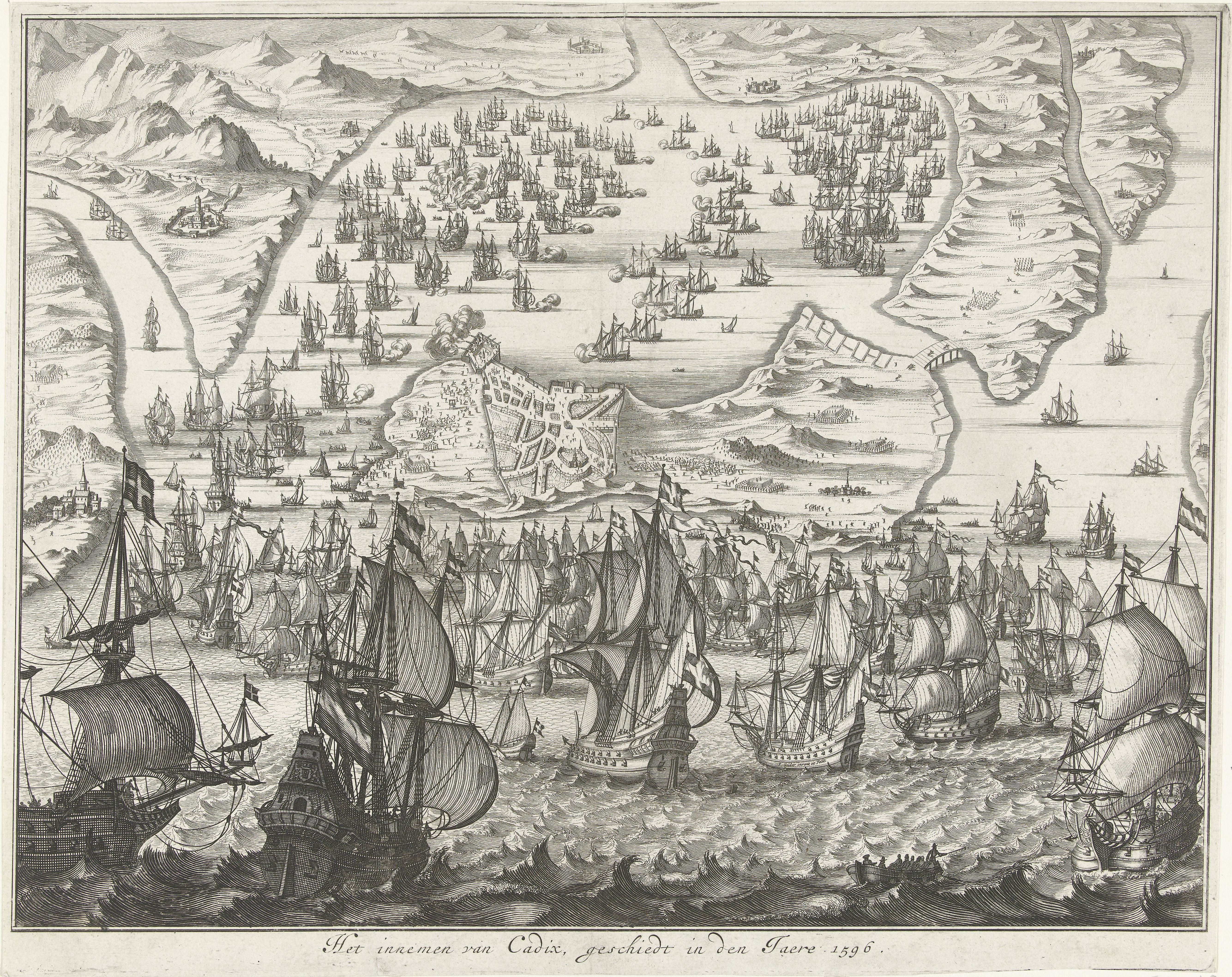
A batalha avança.

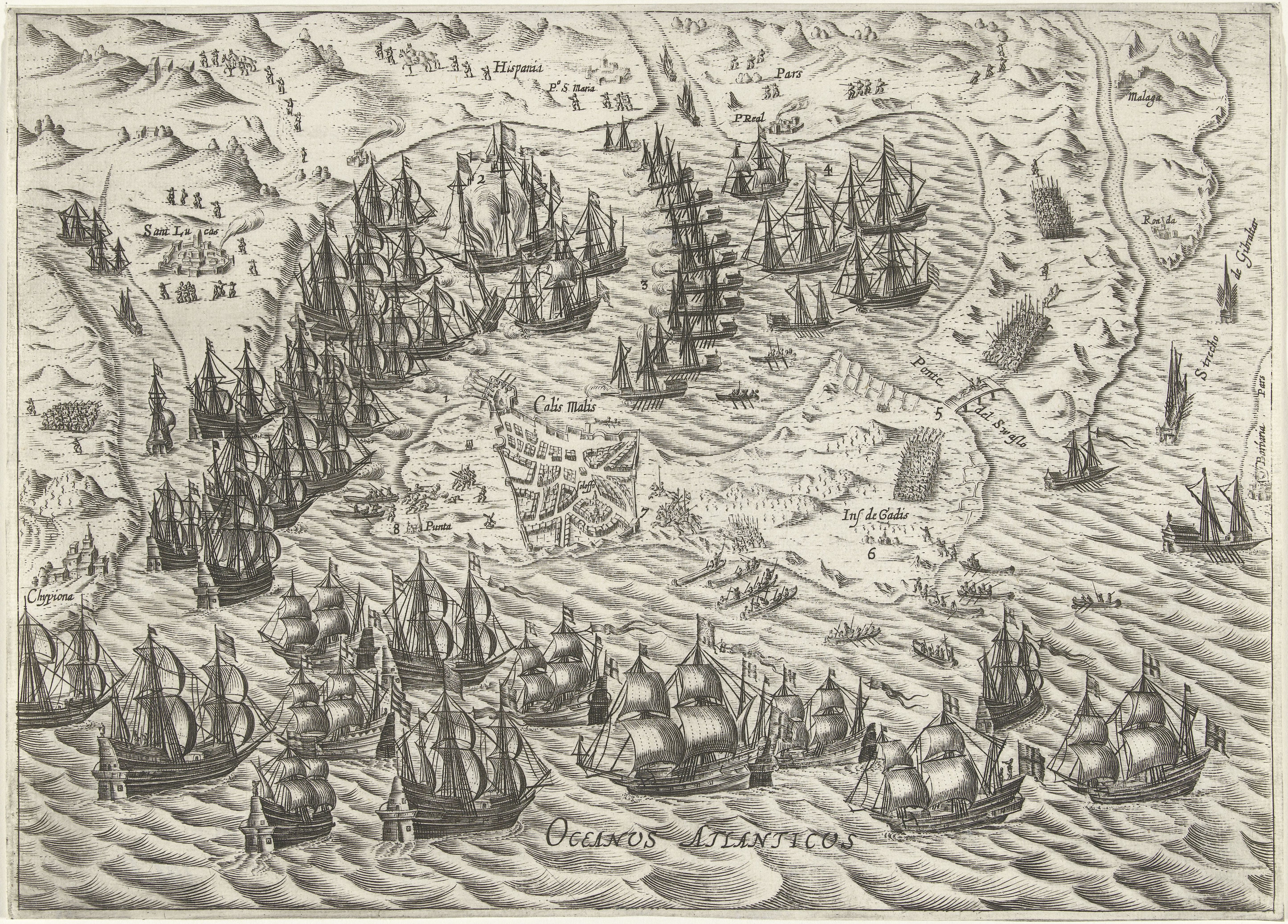
A batalha chega ao fim.

Já em posse da cidade, as tropas inglesas e holandesas dedicaram-se ao saque. Igrejas e casas de populares foram objeto de pilhagens, embora as tropas respeitassem a integridade do próprio povo: “Tratavam muito bem o povo e em particular as mulheres, não as ofendendo de forma alguma”. (Lope de Valenzuela)
Antes que fosse possível às forças inglesas capturar a frota espanhola refugiada em Puerto Real, o Duque de Medina Sidônia ordenou a sua destruição. 32 navios foram queimados, incluindo as galés da armada e os navios da frota do tesouro.
No dia seguinte, 3 de julho, as autoridades civis e eclesiásticas da cidade fizeram um pacto com as tropas inglesas permitindo a saída dos cidadãos de Cádis em troca de um resgate de 120.000 ducados e da liberdade de 51 prisioneiros ingleses capturados em campanhas anteriores. Os gaditanos (cidadãos de Cádis) deixaram a cidade rumo a Point Zuazo com nada mais do que podiam carregar. Como garantia do pagamento do resgate acordado, vários cidadãos proeminentes da cidade foram mantidos como reféns, incluindo o presidente da Casa de Contratação das Índias, o prefeito, vereadores e figuras religiosas.
O conde de Essex, Francis Vere e os comandantes holandeses apoiaram a ideia de manter a cidade em mãos anglo-holandesas, abastecendo-a e guarnecendo-a para uso como base de operações. Isso parece ter sido contrário à vontade do almirante Howard e dos outros oficiais ingleses, que consideraram um empreendimento perigoso devido a um eventual contra-ataque espanhol e que seria contra as ordens da rainha inglesa, frustrando os planos de ocupação da cidade.
No dia 14 de julho, os ingleses incendiaram Cádis e no dia seguinte abandonaram a baía, levando consigo os reféns, uma vez que as autoridades espanholas não tinham conseguido pagar o resgate.

### Portugal
Na viagem de regresso a Inglaterra, a frota desembarcou e queimou Faro, em Portugal. Os invasores também levaram consigo o conteúdo da biblioteca do Bispo de Lisboa, e os livros foram doados à Biblioteca Bodleiana da Universidade de Oxford pelo Conde de Essex em seu retorno à Inglaterra. Na altura de Lisboa, eles receberam a notícia da chegada iminente da frota do tesouro aos Açores. O conde de Essex propôs capturar a frota, mas o Almirante Howard se opôs, dizendo que isso seria contrário às ordens. Com isso, a frota retomou a viagem até Plymouth, onde chegou alguns dias depois.

## Consequências

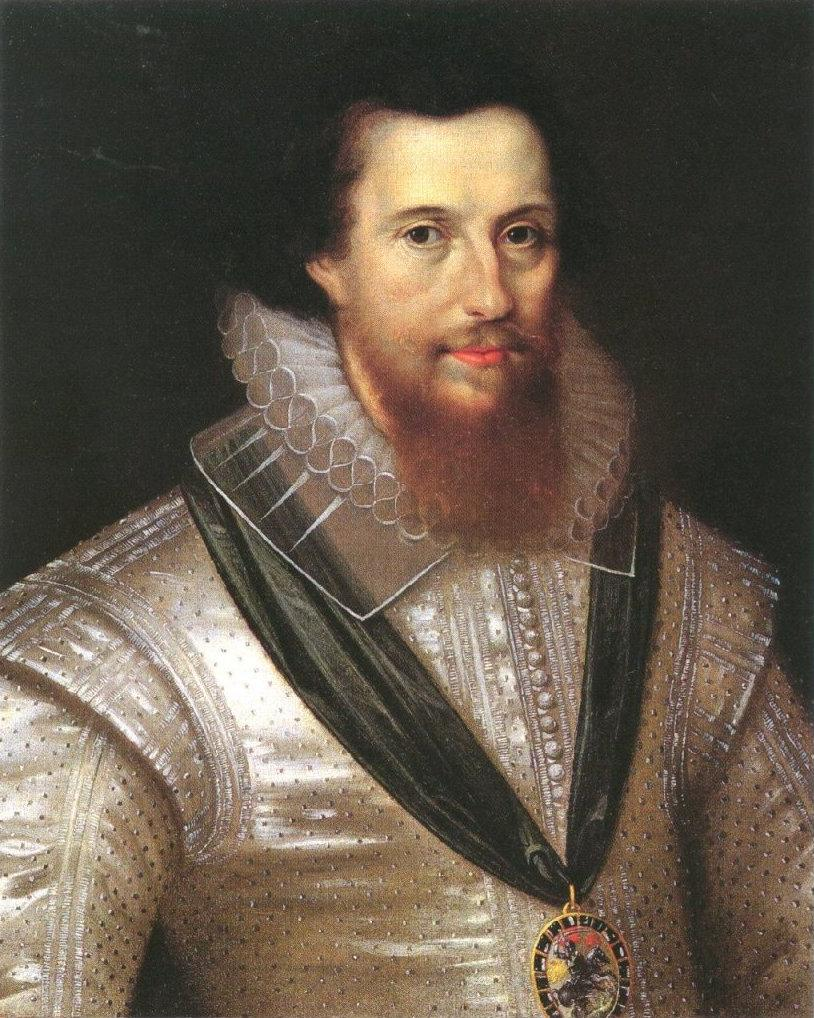
Robert Devereux, 2º Conde de Essex

O saque de Cádis em 1596 foi uma das piores derrotas espanholas no decorrer da guerra, juntamente com um ataque anterior à cidade em 1587, bem como a perda da Invencível Armada em 1588. As perdas econômicas produzidas pela expedição do Conde de Essex contra a cidade e a frota ancorada no porto, estimadas em 5 milhões de ducados, contribuíram para a falência do tesouro real naquele mesmo ano. No entanto, a capacidade recuperativa da Armada Espanhola foi comprovada com a organização de uma frota conhecida como Segunda Armada Espanhola que, em outubro de 1596, sob o comando de Martín de Padilla y Manrique, 1º Conde de Santa Gadea, zarpou contra a costa inglesa. Entretanto, uma tempestade no Golfo da Biscaia causou pesadas perdas e a frota cambaleou de volta ao porto. Filipe, ainda empenhado em vingar-se do saque de Cádis, estava determinado a que a operação prosseguisse. Por essa razão, em setembro do ano seguinte uma Terceira Armada Espanhola apressada e mal organizada zarpou. Mais uma vez, uma tempestade pôs fim à operação perto da costa inglesa, dispersando a frota, levando alguns para terra firme e sendo outros capturados.
A cidade de Cádis permaneceu devastada. Além das igrejas e hospitais, 290 de um total de 1.303 casas foram queimadas. Após a saída dos ingleses e holandeses, as autoridades espanholas consideraram a possibilidade de fortificar a cidade ou desmantelá-la, transferindo-a para Porto de Santa Maria. Os engenheiros militares Luis Bravo de Laguna, Tuburzio Spannocchi, Peleazzo Fratín e Cristóbal de Rojas apresentaram planos para essas opções. Finalmente decidiu-se seguir os planos traçados por Cristóbal de Rojas que iniciou a construção de fortificações em 1598. Filipe II concedeu à cidade uma prorrogação de dez anos no pagamento de impostos. Todas as tentativas de repetir o ataque, ao longo dos dois séculos seguintes, falharam.
Os reféns não seriam libertados até julho de 1603, após a morte de Isabel I e sua sucessão por Jaime I. No ano seguinte, Espanha e Inglaterra encerraram a guerra com a assinatura do Tratado de Londres. No entanto, os ingleses tentariam mais tarde repetir este ataque na malfadada expedição a Cádis de 1625.

### Miscelânea
- A história da expedição de 1596 a Cádis, contada pelo historiador inglês Richard Hakluyt no seu livro As Principais Navegações, Viagens, Tráfegos e Descobertas da Nação Inglesa, foi suprimida nas primeiras edições por ordem de Isabel I, supostamente por causa das tensões entre a rainha e o conde de Essex.[17]
- O ataque a Cádis, durante o qual as tropas inglesas apreenderam uma grande quantidade de xerez (vino de Jerez), contribuiu para a popularização em Inglaterra do consumo desta bebida, dando origem a conta a lenda que as tropas atacantes saquearam a cidade para capturar o vinho.
- Miguel de Cervantes dedicou um soneto satírico às tropas que o Duque de Medina Sidônia e o Capitão Becerra conduziram a Cádiz após a partida das tropas inglesas.[18]
- Foi durante esta batalha que, de acordo com testemunhas oculares, o Conde de Essex escalou sozinho as muralhas de Cádis.
- É um elemento importante na trama do romance histórico “O Bosque das Águias” de Winston Graham.
- As tropas inglesas profanaram uma estátua da Virgem Mãe e do Menino quando esta foi levada de uma igreja de Cádis para a praça do mercado. Posteriormente, em 1600, a estátua mutilada chamada Nossa Senhora Vulnerata foi trazida para a Capela do Colégio Inglês em Valladolid por padres e seminaristas ingleses, para reparar o comportamento de seus conterrâneos.
- Thomas Gates, o futuro governador de Jamestown em 1610, foi nomeado cavaleiro pelo Conde de Essex, por bravura, durante a batalha.
- Robert Radcliffe, 5º Conde de Sussex, foi nomeado cavaleiro pelo Conde de Essex pela tomada de Cádis.